# Sportovní lezení na Světových hrách 2005
Sportovní lezení bylo na Světových hrách v roce 2005 poprvé, sportovní lezci závodili 22.-23. července v Německém Duisburgu, celé hry probíhaly 14.-24. července.
německy: Die Welt Spiele 2005 - Sportklettern (Schwierigkeitsklettern, Schnelligkeitsklettern/Speedklettern)

anglicky: The World Games 2005 - sport climbing (lead, speed)
Pro účast na hrách byly přísné nominační kvóty (4x 8 závodníků), možnost startovat dostali kontinentální mistři, mistři světa a mistři Německa (pořadatelé). Závodilo se ke konci her, první den v lezení na rychlost a druhý v lezení na obtížnost, udělovalo se 12 medailí.
V období 11/2002 - 4/2007 byla členem IWGA UIAA, její ICC po osamostatnění od 5/2007 vystřídala IFSC.

## Organizátoři
| Světové hry      | Mezinárodní asociace Světových her | IWGA |
| Světové hry      | Deutscher Olympischer Sportbund    | DOSB |
| Sportovní lezení | Mezinárodní horolezecká federace   | UIAA |
| Sportovní lezení | Deutscher Alpenverein              | DAV  |
| Čeští závodníci  | Český olympijský výbor             | ČOV  |
| Čeští závodníci  | Český horolezecký svaz             | ČHS  |

## Výsledky mužů a žen
| obtížnost                   | obtížnost            | rychlost                  | rychlost              |
| --------------------------- | -------------------- | ------------------------- | --------------------- |
| muži                        | ženy                 | muži                      | ženy                  |
| 1. Patxi Usobiaga Lakunza   | 1. Angela Eiter      | 1. Alexandr Pěšechonov    | 1. Anna Stenkovaja    |
| 2. Tomáš Mrázek             | 2. Natalija Gros     | 2. Sergej Sinicyn         | 2. Olena Repko        |
| 2. Alexandre Chabot         | 3. Marietta Uhden    | 3. Jevgenij Vajcechovskij | 3. Taťjana Rujgová    |
|                             |                      |                           |                       |
| 4. Vadim Vinkour            | 4. Kim Ča-in         | 4. Manuel Escobar Bello   | 4. Valentina Jurinová |
| 5. Daniel Jung              | 5. Muriel Sarkany    | 5. Patrick Cassiday       | 5. Alex Johnson       |
| 6. Ramón Julián Puigblanque | 6. Francis Rodrigues | 6. Ja Ha Kim              | 6. Lisa Knoche        |
| 7. Son Sang-won             | 7. Samantha Berry    | 7. Leonel De Las Salas    | 7. Evi Neliwati       |
| 8. James Kassay             | 8. Emily Harrington  | 8. Sebastian Hartung      | 8. Lucelia Blanco     |
| 6 finalistů                 | 6 finalistek         | 4/8 finalistů             | 4/8 finalistek        |
| 8 mužů                      | 8 žen                | 8 mužů                    | 8 žen                 |